# 케빈 잭슨 (레슬링 선수)
케빈 앤드리 잭슨(영어: Kevin Andre Jackson, 1964년 11월 25일~)은 미국의 레슬링 선수, 지도자이다. 1992년 하계 올림픽에서 남자 자유형 미들급 금메달을 획득했고 세계 레슬링 선수권 대회에서 금메달 2개를 획득했다. 레슬링 선수 은퇴 후 종합격투기 선수가 되어 1997년 얼티밋 파이팅 챔피언십(UFC) 미들급 챔피언이 되었다. 격투기 선수 은퇴 후에는 레슬링 지도자가 되었고, 미국 국가대표팀과 미국 육군 레슬링팀, 모교인 아이오와 주립 대학교 레슬링팀의 코치를 맡았다.